# Serra del Vermell
La Serra del Vermell és una serra situada a l'enclavament d'Enfesta del municipi de La Molsosa, a la comarca del Solsonès que s'estén d'oest a est al llarg d'un km. de longitud per la part sud-oriental de l'esmentat enclavament. Al peu del vessant oriental de la serra s'hi troba el poble d'Enfesta.